# هیرواکی اوکونو
هیرواکی اوکونو (ژاپنی: 奥埜 博亮؛ زادهٔ ۱۴ اوت ۱۹۸۹) یک بازیکن فوتبال اهل ژاپن است.
از باشگاه‌هایی که در آن بازی کرده‌است می‌توان به باشگاه فوتبال وگالتا سندای و باشگاه فوتبال و-واران ناگاساکی اشاره کرد.